# 汽罐化学工業
汽罐化学工業株式会社（きかんかがく）は、1943年に創業した国内外の大規模プラントの熱交換器、業務用ボイラーの保守・化学洗浄・修理を行う企業。
本社は大阪府大阪市にある。
正式名称は汽罐化学工業株式会社だが、呼称・略称として汽缶化学という名称も公式に使われる。
自社開発商品の耐沸騰水塗料（ボイラーペイント）の販売も行う。

## 業務内容
- 工事請負（ボイラ及び各プラント化学洗浄各廃液の中和及び収集運搬産業廃棄物処理、ボイラ及び一圧容器定期性能検査整備工事、ボイラ設備改造補修工事、各種築炉及び炉材修理工事、タービン定期整備工事、純水装置・冷却塔定修工事、高圧洗浄・ピグ洗浄工事、各種配管・製缶工事、高圧弁・自動弁整備）
- 化成品販売（鷲印「ボイラペイント」、各種「耐熱塗料」）

## 事業所
- 本社 - 大阪府大阪市北区中之島3-3-23　中之島ダイビル6階601b
- 東京営業所 - 東京都江戸川区平井3-23-3
- 技術研究所 - 大阪府吹田市日の出町9-36